# 40 Wall Street
40 Wall Street, (de asemenea, Trump Building; știută în trecut ca Bank of Manhattan Trust Building și Manhattan Company Building) este un zgârie-nori neogotic de 283 metri situat pe Wall Street, între străzile Nassau și William, în districtul financiar Manhattan din New York City, Statele Unite ale Americii. Ridicată în 1929-1930 ca sediu al Manhattan Company, clădirea a fost proiectată de H. Craig Severance împreună cu Yasuo Matsui și Shreve & Lamb. Clădirea este un reper desemnat al orașului New York și este înscrisă în Registrul Național al Locurilor Istorice (NRHP) și este o proprietate care contribuie la districtul istoric Wall Street. Clădirea este amplasată pe un teren în formă de L. În timp ce secțiunea inferioară are o fațadă din calcar, etajele superioare încorporează o fațadă din cărămidă de culoare bubablină și conțin numeroase ziduri sub forma de trepte.